# Arthur (Fußballspieler, 1996)
Arthur (* 12. August 1996 in Goiânia; voller Name Arthur Henrique Ramos de Oliveira Melo) ist ein brasilianischer Fußballspieler. Der Mittelfeldspieler steht bei Juventus Turin unter Vertrag.

## Vereinskarriere

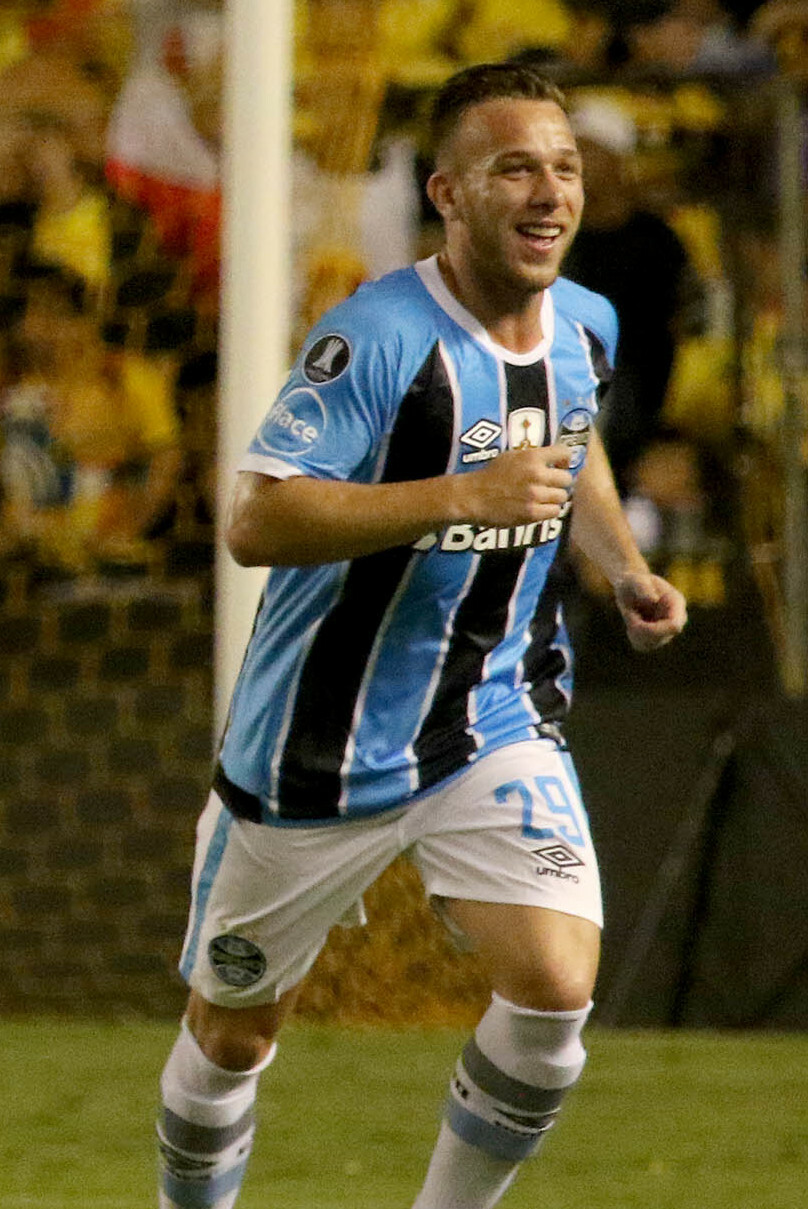
Arthur als Spieler von Grêmio Porto Alegre, 2017

Arthur begann 2008 beim Goiás EC mit dem Fußballspielen und blieb für zwei Jahre in dessen Jugend. 2010 wechselte er in die von Grêmio Porto Alegre. Am 4. Februar 2015 debütierte Arthur in der Staatsmeisterschaft von Rio Grande do Sul in der ersten Mannschaft. Am 11. Dezember 2016 debütierte er schließlich in der Série A bei der 0:1-Niederlage gegen Botafogo FR mit einer Einwechslung in der 54. Minute. In der Saison 2017 erarbeitete sich Arthur einen Stammplatz in seinem Team. Nachdem er in der Staatsmeisterschaft zwischen Februar und März 2017 zu vier Einsätzen gekommen war (kein Tor), kam er in der Série A in 27 von möglichen 38 Partien zum Einsatz und erzielte am 19. Juli des Jahres gegen den EC Vitória sein erstes Profitor.
In der Copa Libertadores 2017 war Arthur ab dem dritten Spiel der Gruppenphase an allen Partien seines Vereins beteiligt. Er trug mit einer Vorlage während des Wettbewerbes zum Finalsieg seiner Mannschaft über den CA Lanús bei.
Im Juli 2018 wechselte Arthur für eine Ablösesumme in Höhe von 31 Millionen Euro, die sich um neun Millionen Euro erhöhen konnte, in die spanische Primera División zum FC Barcelona. Er unterschrieb einen Vertrag mit einer Laufzeit bis zum 30. Juni 2024, dessen Ausstiegsklausel bei 400 Millionen Euro lag. Bereits im März 2018 hatte sich der FC Barcelona eine entsprechende Kaufoption gesichert.
Zur Saison 2020/21 wechselte Arthur für eine Ablösesumme in Höhe von 72 Millionen Euro, die sich durch Bonuszahlungen um maximal 10 Millionen Euro erhöhen kann, in die italienische Serie A zu Juventus Turin. Er unterschrieb einen Vertrag mit einer Laufzeit bis zum 30. Juni 2025. Im Gegenzug wechselte der Turiner Miralem Pjanić für eine Ablösesumme in Höhe von 60 Millionen Euro, die sich um maximal 5 Millionen Euro erhöhen kann, zum FC Barcelona. Ab 2022 folgten Leihen zunächst zum FC Liverpool, später zur AC Florenz und im Februar 2025 zum FC Girona.

## Nationalmannschaft
Arthur wurde im Oktober 2017 für zwei Spiele der Qualifikation für die WM 2018 in Bolivien und gegen Chile in den Kader der A-Nationalmannschaft nominiert, kam in diesen jedoch nicht zum Einsatz.
Seine zweite Berufung durch Nationaltrainer Tite erhielt Arthur am 27. August 2018 für den Kader der Freundschaftsspiele am 7. September gegen die Vereinigten Staaten und vier Tage später gegen El Salvador in den USA. Im Spiel gegen die Vereinigten Staaten wurde Arthur in der 60. Minute für Fred eingewechselt. Auch im Zuge der Copa América 2019 stand Arthur im Kader der Mannschaft. Mit dieser konnte er den Titel gewinnen. Dabei stand er in fünf Spielen in der Anfangsformation.
Im Qualifikationsspiel zur Fußballweltmeisterschaft am 17. November 2020 gegen die Auswahl Uruguays erzielte Arthur sein erstes Tor für die Auswahl Brasiliens. Nach Vorlage von Gabriel Jesus traf er in der 34. Minute zum 1:0 (Endstand-2:0).

## Erfolge
Grêmio Porto Alegre
- Copa do Brasil: Sieger 2016
- Copa Libertadores: Sieger 2017
- Recopa Sudamericana: Sieger 2018

FC Barcelona
- Primera División: 2018/19
- Supercopa de España: 2020

Juventus Turin

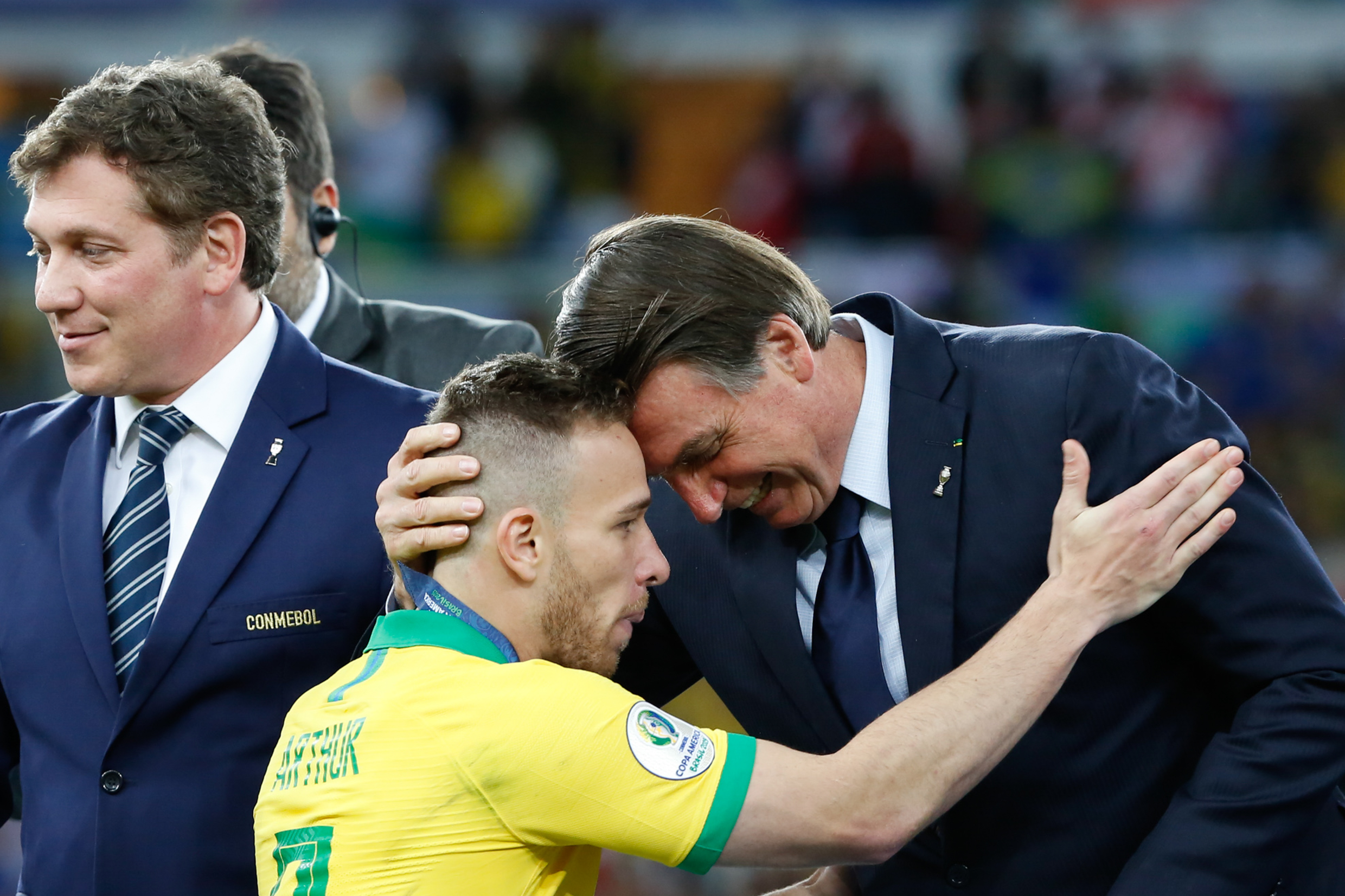
Arthur (Mitte) mit Brasiliens Präsident Jair Bolsonaro (rechts) nach dem Gewinn der Copa América 2019

- Italienischer Supercupsieger: 2020
- Italienischer Pokalsieger: 2020/21

Nationalmannschaft
- Copa América: 2019

## Auszeichnungen
- Prêmio Craque do Brasileirão: 2017 – Auszeichnung als Entdeckung des Jahres
- Prêmio Craque do Brasileirão: 2017 – Aufnahme in die Auswahlmannschaft des Jahres
- Copa América 2019: Mannschaft des Turniers[14]